# 富蘭克林縣 (堪薩斯州)
富蘭克林縣（英語：Franklin County，簡稱FR）是位於美國堪薩斯州東部的一個縣。面積1,494平方公里。根據美國2000年人口普查，共有人口26,247。縣治渥太華 (Ottawa)。
成立於1855年8月25日，縣名紀念美國開國元勳本傑明·富蘭克林。